# Kumgang Bank
Kumgang Bank est une banque nord-coréenne, créée en septembre 1978 basée à Pyongyang. Cette banque a été ajoutée par le Trésor Américain, en 2009 sur la liste des banques ayant une activité illicite.
Kumgang Bank créer des comptes pour des opérations d'exportation et d'importation de sociétés commerciales nord-coréennes comme la Korea Pyongyang Trading Corporation et la Korea Ponghwa General Trading Corporation.